# Swilland
Swilland (163 ab.) è un villaggio e parrocchia civile dell'Inghilterra, appartenente alla contea del Suffolk. Appare con il nome di Suinlanda nel Domesday Book del 1086.